# (5335) Damocles
(5335) Damocles es un cuerpo menor perteneciente a los centauros descubierto el 18 de febrero de 1991 por Robert H. McNaught desde el Observatorio de Siding Spring, cerca de Coonabarabran, Australia.

## Designación y nombre
Damocles fue designado al principio como 1991 DA.
Posteriormente, en 1993, se nombró por Damocles, un personaje de una anécdota moral griega.

## Características orbitales
Damocles orbita a una distancia media del Sol de 11,83 ua, pudiendo alejarse hasta 22,09 ua y acercarse hasta 1,573 ua. Tiene una excentricidad de 0,8671 y una inclinación orbital de 62,08 grados. Emplea 40,7 años en completar una órbita alrededor del Sol. El movimiento de Damocles sobre el fondo estelar es de 0,02422 grados por día.
Cuando el asteroide fue descubierto en 1991 por Robert H. McNaught, se encontró que tenía una Órbita completamente diferente a los demás conocidos. La órbita de Damocles penetraba desde dentro del afelio de Marte hasta Urano. Esto parecía ser una transición desde una órbita casi circular del sistema solar exterior a una órbita excéntrica que lo lleva al sistema solar interior.
Duncan Steel, Gerhard Hahn, Mark Bailey y David Asher llevaron a cabo proyecciones de su evolución dinámica a largo plazo y hallaron una buena probabilidad que se convirtiera en un asteroide próximo a la tierra, pudiendo trascurrir una cuarta parte de su vida en tal ubicación. Damocles tuvo y tendrá una órbita estable por decenas de miles de años, debido a que su orbita altamente inclinada no pasa por las cercanías de Júpiter o Saturno.
Existen especulaciones acerca que (5335) Damocles puede generar una lluvia de meteoritos asociado con el paso sobre Marte desde la constelación del Dragón.

## Características físicas
La magnitud absoluta de Damocles es 13,3 m.